# Turdetanos
Los turdetanos fueron un pueblo prerromano que habitaba en la Turdetania, región que abarcaba el valle del Guadalquivir desde el Algarve en Portugal hasta Sierra Morena, coincidiendo con los territorios de la antigua civilización de Tartessos. Limitaban al norte con los Túrdulos, al oeste con los Conios y al este con los Bastetanos.

## Origen

Pueblos prerromanos de la península ibérica.

Idiomas en la península ibérica en el 300 a. C.

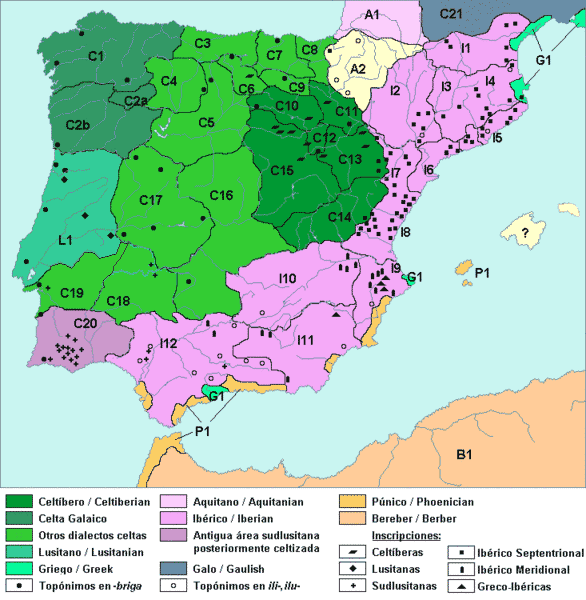
Familias lingüísticas de la península ibérica antes de la romanización
C1: Galaicos / C2b: Brácaros / C3: Cántabros / C4: Astures / C5: Vacceos / C6: Turmogos / C7: Autrigones-Caristios / C8: Várdulos / C9: Berones / C10: Pelendones / C11: Belos / C12: Lusones / C13: Titos / C14: Olcades / C15: Arévacos / C16: Carpetanos / C17: Vetones / C18-C19: Célticos / C20: Conios / L1: Lusitanos / I1: Ceretanos / I2: Ilergetes / I3: Lacetanos / I4: Indigetes / I5: Layetanos / I6: Ilercavones / I7: Sedetanos / I8: Edetanos / I9: Contestanos / I10: Oretanos / I11: Bastetanos / I12: Turdetanos / G21: Galos / G1: Griegos / P1: Fenicios/Cartagineses / B1: Bereberes.

Tartessos había tenido una gran influencia fenicia y griega, que supuestamente condujo a la desaparición de su monarquía a manos de los feno-púnicos como venganza por su apoyo a los focenses tras la batalla de Alalia en el siglo VI a. C. De esta desaparición surgió una nueva civilización que, descendiente de Tartessos, se adaptó a las nuevas condiciones geopolíticas de su época.
Perdido el enlace comercial y cultural que Tartessos mantenía con los griegos, la Turdetania se vio inmersa en la influencia cartaginesa, aunque desarrolló una evolución propia de la cultura anterior, de forma que la población turdetana se sabía descendiente de los antiguos tartesios, y a la llegada de los romanos, aún mantenía sus señas de identidad propias. De ahí que Estrabón señalara en sus crónicas que son considerados los más cultos de los iberos, ya que conocen la escritura y, según sus tradiciones ancestrales, incluso tienen crónicas históricas, poemas y leyes en verso que ellos dicen de seis mil años de antigüedad.

## Cultura

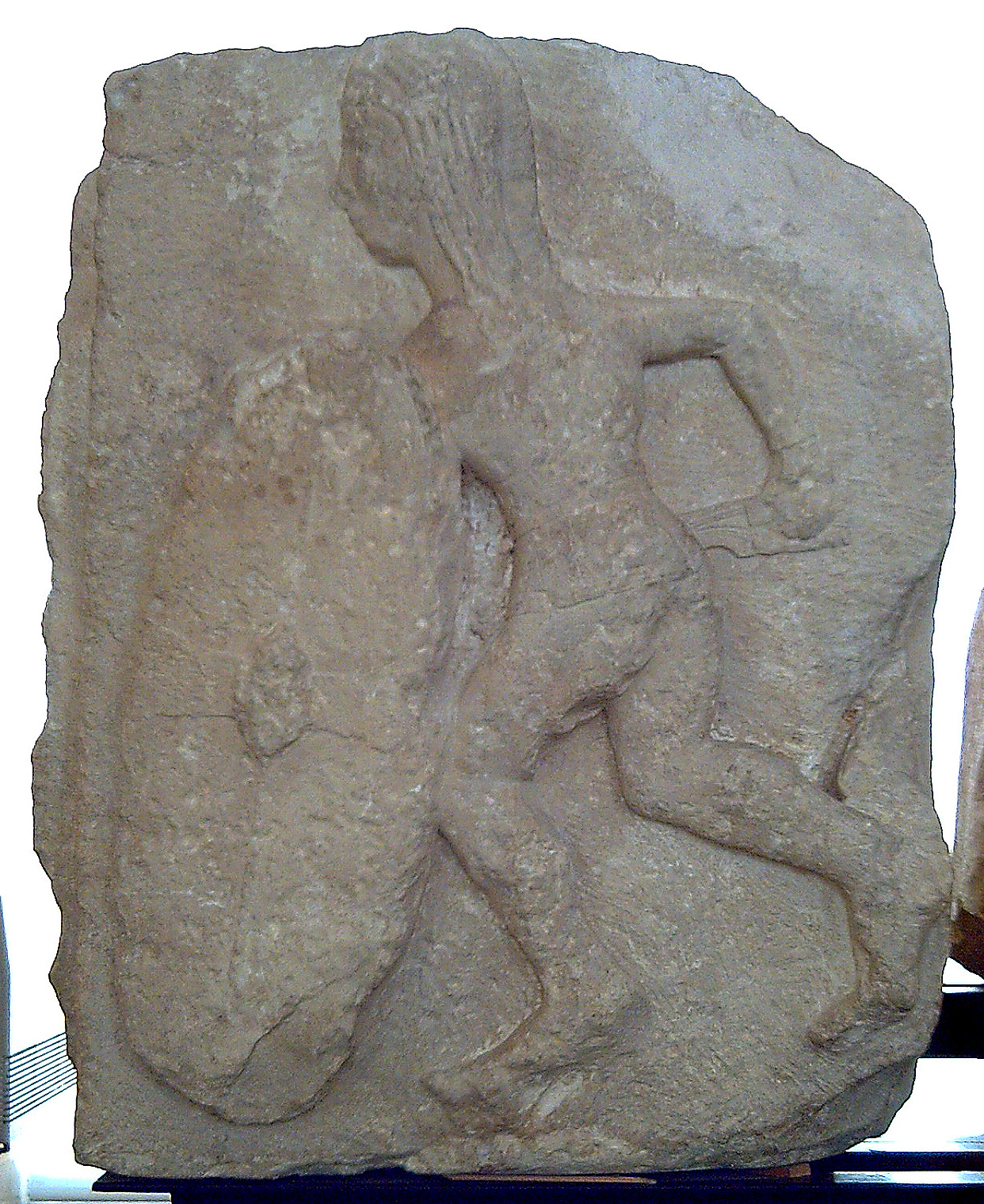
Relieve de Osuna.

Descendientes históricos de los Tartessos, tenían una personalidad propia dentro de la cultura de los íberos. Esta se caracterizaba por un tipo de cerámica, pintada y con decoración geométrica, escultura animalística que en época romana se continuó con figuración humana. En la necrópolis de Osuna se encuentran algunas de las muestras más representativas. Aunque hay bastantes excavaciones en esta zona, estas están más centradas en la búsqueda de restos tartésicos que en los turdetanos.
Tenían características que los diferenciaban del resto de pueblos íberos. Otra diferencia fundamental son las particularidades en las necrópolis y enterramientos. Tenían un signario silábico-alfabético, que como el resto de las escrituras de los iberos era una adaptación de la escritura tartésica o sudlusitana, pero de la lengua no sabemos nada aún. Los pocos testimonios escritos que han aparecido en los alrededores de la Turdetania, usándose el sistema de la escritura ibérica meridional, evidencian claramente que la lengua no es la misma que la tartésica, pero sí guarda cierta relación con la lengua de los iberos.

### Economía
Era el pueblo más civilizado de la península ibérica a la llegada de los romanos. Su próspera economía es alabada por Estrabón quien afirma que los turdetanos son los más cultos de los íberos.
La minería sería uno de sus recursos más importantes. En Huelva se han encontrado las minas más importantes, y por los productos manufacturados asociados a ellas, se cree que ya eran explotadas antes de la llegada de los romanos. Había toda una industria asociada a las minas, situadas donde anteriormente se encontraban las factorías tartésicas. Estas factorías se encontraban en un triángulo formado por las actuales Huelva, Cádiz y Sevilla. Se han encontrado distintos escoriales que muestran que el sistema de explotación no tuvo significativos cambios desde antes de la llegada de los fenicios. Estas minas han sido bien estudiadas por algunos historiadores, como Antonio Blanco Freijeiro o Rothenberg. Los minerales extraídos son plata y cobre, convirtiéndose sobre todo la plata en el principal material explotado, culminando con la llegada de Roma. Sobre la propiedad de las minas, Diodoro dice que éstas eran de particulares hasta la llegada de Roma.
Según Estrabón, la agricultura fue muy importante y muy variada. Según Varrón, estos ya conocían el arado y el trillo antes de la llegada de Roma, por influencia de Cartago. Cultivaban cereales, olivo y vid. No existe una opinión uniforme sobre su estructura económica en este aspecto, algunos historiadores hablan de concentración de la tierra en pocas manos, otros hablan de dispersión de la misma. Otros hablan de un sistema latifundista y de un sistema absentista de explotación agrícola. 
Sobre ganadería, se sabe que criaban bueyes, ovejas, y caballos. Se conoce la cría de ovejas por la industria textil asociada, como muestra la gran cantidad de fusayolas y pesas de telar encontradas en algunas tumbas. 
En toda la costa mediterránea se fabricaba lo que los romanos llamaban garum, una salsa con tripas de pescados en salmuera, que posteriormente se comercializaría por todo el imperio a muy alto precio. También hubo otro tipo de industrias relacionadas con la pesca, conserveras y salazones sobre todo, siendo muy importantes en la zona del Estrecho.
El comercio interior, el comercio interregional y el comercio exterior fue muy importante para su economía. Hay muy pocos datos de los dos primeros, ya que es posible que fueran productos naturales perecederos o manufacturados similares al del resto de pueblos.

### Sociedad

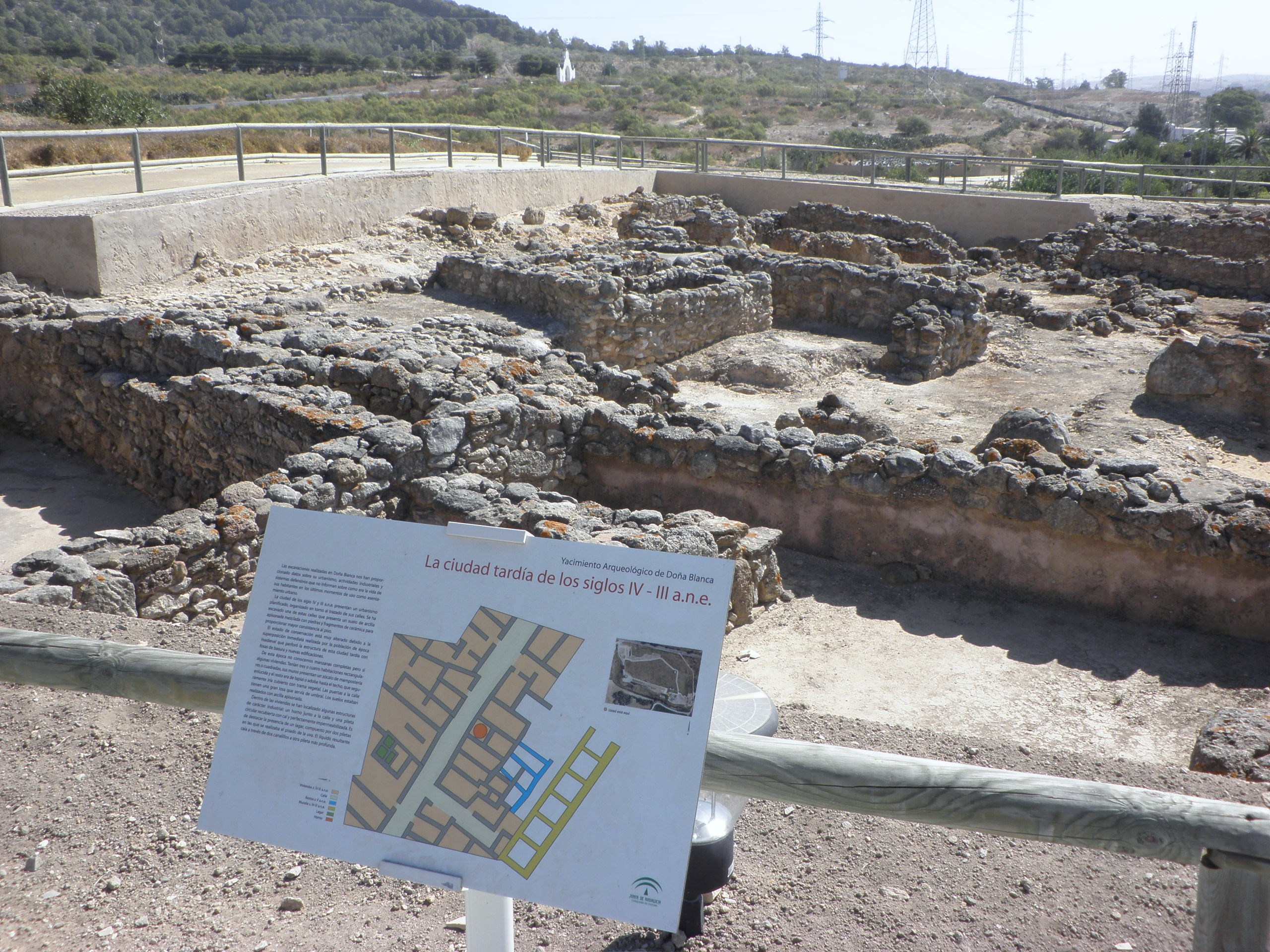
Yacimiento arqueológico de Doña Blanca.

A la caída de Tartessos, el poder monárquico se disgrega y surgen pequeños reyes. Es difícil seguir a estas monarquías hasta la llegada de Roma. Se sabe que hubo distintas alianzas entre ciudades. Los historiadores de la época nombran los reyes que tuvieron algún tipo de relación en las guerras púnicas, como a Culchas. A pesar de esto, se cree que los turdetanos y también el resto de los pueblos íberos, tenían un carácter pacífico.
Parece ser que existía una vida urbana importante en este pueblo, viendo la gran cantidad de ciudades que contenía, más que en ningún otro pueblo prerromano de la península. 
Hay evidencias de la existencia no de esclavos sino de una servidumbre comunitaria, explotados por una clase dominante. Es posible que estos siervos se dedicaran a las tareas agrícolas y mineras. El poder político estaba basado en el poder militar, ejércitos de mercenarios según algunas referencias. Se ha constatado la existencia de una élite que vivía lujosamente gracias a los recursos mineros y las riquezas naturales de esta región.

### Religión
Es complicado conocer la religión de los turdetanos. Hay muy pocas fuentes de los autores clásicos, y poca documentación arqueológica. Todavía no se ha establecido una relación clara entre elementos simbólicos plasmados en su cerámica, por ejemplo, donde muestran todo tipo de figuración y seres fantásticos, y su religión.
Hay divinidades de finales de la Edad del Bronce que se van asimilando con los dioses traídos de fuera por los fenicios y cartagineses en las distintas colonizaciones.Estrabón habla del santuario fenicio dedicado a Melkart-Hércules en Gadir (Templo de Hércules Gaditano), otro dedicado a Tanit y un oráculo dedicado a Menesteo.
Se han encontrado en distintas cuevas de Sierra Morena gran serie de ofrendas votivas, sobre todo pequeñas esculturas de bronce. Esto puede significar la existencia de distintos santuarios en la zona, ya que se encuentran en sitios elevados, pero de fácil accesibilidad.

#### Ritual funerario

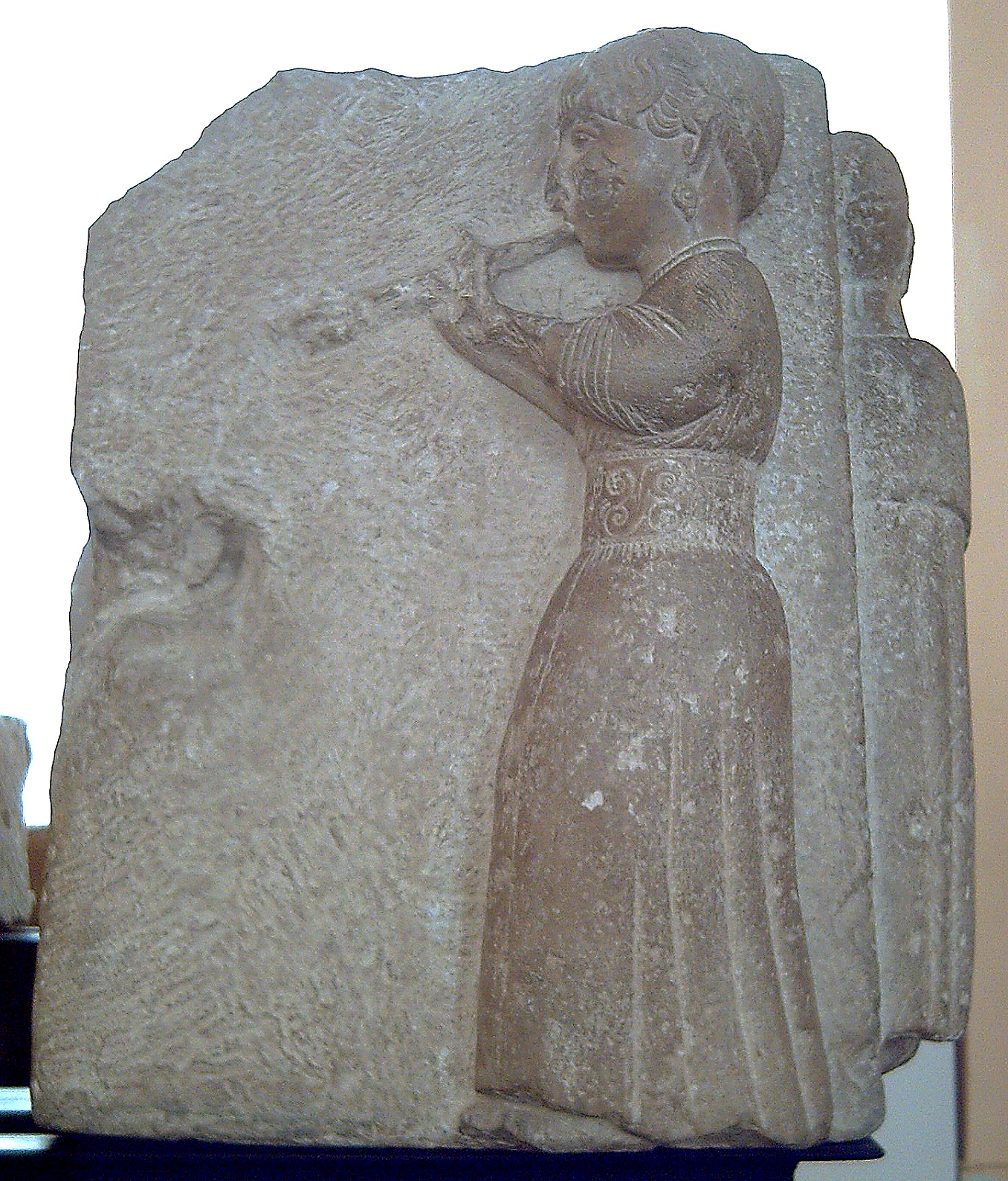
Osuna:Figura femenina.

Se han encontrado muy pocas necrópolis en la Turdetania, si se compara con el alto número de centros urbanos.
El ritual funerario encontrado en distintas necrópolis se basa en la incineración, aunque debido a no poder conseguir temperaturas demasiado altas, sería más preciso considerarlo cremación, ya que el cadáver no se reducía totalmente a cenizas. A los muertos se los quemaba con sus vestidos y objetos personales. Se han descrito dos tipos distintos de cremación, una cremación primaria, donde los cadáveres son quemados en la propia tumba donde serán enterrados, y cremación secundaria, donde el quemadero es común a varias tumbas, los restos se recogen y se depositan en una urna. Estos últimos son enterrados con recipientes con hierbas aromáticas, ajuares que no cabían en la urna, y ofrendas de alimentos.Similar al método usado por numerosos poblados Iberos
Se ha encontrado una serie de esculturas asociadas a ritos funerarios. Tienen cronología antigua, del siglo V a. C., y se cree que podían representar a gentes de las clases altas. También se han encontrado diversas estelas con animales mitológicos en Osuna, de cronología mucho más reciente, del siglo I a. C.
Las necrópolis y las esculturas se cree que tienen más relación con la aculturación Ibera y posteriormente romana, que con las tradiciones funerarias autóctonas turdetanas.

## Historia
En el año 237 a. C., Amílcar Barca desembarca en la vieja colonia fenicia de Gadir con el propósito de adueñarse de las riquezas mineras de Iberia. Esto, a pesar de la tradición de comercio con los cartagineses que hasta entonces había existido en la Turdetania, supuso el enfrentamiento abierto entre varias ciudades de la Turdetania, especialmente las del interior. Los régulos turdetanos se opusieron al avance de los púnicos de Cartagena por el valle del Guadalquivir con la ayuda de los mercenarios celtíberos, pero a pesar de ello, Amílcar llegó a consenso de poder explotar una pequeña parte de las zonas mineras de Sierra Morena. De los textos (aun siendo tendenciosos) de cronistas clásicos como Diodoro se deduce que la fuerte influencia de los Iberos de Cartagena en la Turdetania y la estrategia de Amílcar impidió que el enfrentamiento fuera mayor.
Por otro lado, los reyes turdetanos carecían de una organización global capaz de enfrentarse a la potencia militar cartaginesa, por lo que los ejércitos de los reyes Istolacio e Indortes, cuya resistencia fue mayor, fueron rápidamente derrotados y desmantelados o asimilados a las fuerzas de los Iberos Cartaginenses. Posteriormente, los caudillos iberos-cartagineses emprendieron la marcha hacia el levante peninsular para fundar «Akra Leuké», que sería su primera base permanente de operaciones en la península ibérica y que posteriormente se convirtió en la Lucentum romana.
Desde el año 197 a. C., casi todos los pueblos de Hispania se habían rebelado contra la presencia romana y sus despóticas maneras. El 195 a. C., Marco Porcio Catón entraba en Hispania con su ejército consular para aplastar las revueltas. Tras una triunfal campaña, Catón condujo a sus tropas a Sierra Morena, donde los turdetanos tenían sus minas. A pesar de que estos habían contratado mercenarios celtíberos para combatir a los romanos, los tribunos emisarios de Catón convencieron o coaccionaron a los celtíberos para que se retiraran a sus tierras sin presentar batalla. Después de perder el apoyo militar celtíbero, los turdetanos fueron derrotados en Iliturgi, actualmente conocida como el cerro de Máquiz, en Mengíbar (provincia de Jaén).
Esta derrota significó la pérdida de sus posesiones mineras, lo que obligó a los turdetanos a permanecer en el valle del Guadalquivir. Por su parte, Catón regresó al norte atravesando la Celtiberia con el fin de amedrentar a los celtíberos e impedir futuros levantamientos, aunque a partir del 193 a. C., las rebeliones serían habituales.

## Principales ciudades
| - Abra/Torredonjimeno - Acinipo/Ronda la Vieja - Aípora/Montoro - Asido/Medina Sidonia - Asta/Jerez de la Frontera - Astigi/Écija - Aurgi/Jaén - Baesuri/Castromarín o posiblemente Ayamonte - Balbilis/La Algaba |  | - Balleia/Ribera del Fresno - Balsa/Tavira - Bora/Las Casillas - Caetobriga/Setúbal - Callentum/Cazalla de la Sierra - Carisa/Espera - Carmo/Carmona - Corduba/Córdoba - Ébora/Sanlúcar de Barrameda |  | - Ilipa/Alcalá del Río - Ilipla/Niebla - Ilturir/Atarfe - Ipolka/Porcuna - Iptuci/Prado del Rey - Ispal/Sevilla - Itucci/Escacena del Campo - Licabrum/Cabra |  | - Malaka/Málaga - Myrtilis/Mértola - Onuba/Huelva - Orippo/Dos Hermanas - Ossonoba/Faro - Astapa/Estepa - Pésula/Salteras - Tucci/Martos - Urso/Osuna |